# 先生 (ドラえもん)
- 藤子不二雄（連載） > 藤子・F・不二雄（著作） > ドラえもん > 登場人物 > 先生 (ドラえもん)
- 藤子不二雄 > アニメ > ドラえもん > 登場人物 > 先生 (ドラえもん)

先生（せんせい）は、藤子・F・不二雄の漫画『ドラえもん』に登場するのび太の小学校の担任教師。架空の人物。
児童たちを厳しく指導する面と、真剣に気にかける面の両方が描かれている。男性。名前、年齢の設定はない。
以下では、基本的に漫画の内容について記述する（アニメの内容は「#アニメ」にのみ記述）。

## 容姿
「長方形に近い形状」または「カマボコ型」の眼鏡をかけており、顔にはほうれい線がある。学校では基本的にスーツを着用している。体型はやや肥満気味。髪型は左右中央に一直線の分け目を作り、左右と後頭部を刈り上げているため、頭に黒い本が載っているかのように見える。

## 学校での行動
宿題忘れや学業成績不振、授業中の居眠り、遅刻などが多いのび太を毎日のように厳しく叱る場面が多数描かれ、他の児童を含めても、宿題を忘れたり遅刻をしたりすると廊下に立たせる、恐ろしい量の宿題を出す、掃除をさせるといった場面が描かれる。
10巻「ニセ宇宙人」（『小学六年生』1976年2月号）では、ジャイアンとスネ夫が宇宙人（ドラえもんの出したラジコン宇宙人）のことについて相談してきた際、「先生までからかう気かっ!」「おまえたちがトリック写真でいたずらしてるって、先生はちゃんと聞いています!」と激怒して二人の頭にげんこつを振り下ろす場面が描かれている。
18巻「ひい木」（『小学三年生』1978年8月号）では、スネ夫のついた嘘の言い訳に騙され、大勢の児童を廊下に立たせながら、スネ夫だけを贔屓して許すという場面が描かれている。

## のび太を励まし褒める先生の言葉
先生がのび太にかけた言葉のうち、叱る言葉以外のものを以下に記す。
9巻「ジ〜ンと感動する話」（『小学四年生』1975年6月号）では、0点を取って落ち込んでいるのび太を励まし、深く感動させる場面が描かれている。
22巻「出木杉グッスリ作戦」（『小学三年生』1980年10月号）では、特別に出された大量の宿題を一晩かけてやり遂げたのび太を「野比、よくやった。まちがいだらけでも、ぜんぶやってきたのはえらい。」と最初に余計な一言も交えつつ努力を評価した。
25巻「な、なんと!! のび太が百点とった!!」（『小学六年生』1981年5月号）では、100点を取ったことを信じられず廊下を追いかけてきたのび太に対し「いや、わしも目をうたがったがね」「なんどしらべても百点なんだ」「野比くん、よくやったね」と笑顔で褒める場面が描かれている。しかし、先生はなぜかこの回に限ってのび太をクラス全員の前で褒めることを一切しなかったため、同級生たちは誰ものび太が100点を取ったことを信じようとせず、彼は結果としてのび太を嘆き悲しませる原因を作った。

## のび太が語る先生の言動
のび太の口から語られた先生の言動（のび太の回想、のび太の夢の中の話を含む）を以下に記す。
のび太がドラえもんに語る先生の言動
大全集9巻「すなおなロボットがほし〜い!」（『小学五年生』1980年11月号）の冒頭では「こんど宿題をやっていかないとぶっとばすって、先生がいうんだよ」、34巻「のび太もたまには考える」（『小学六年生』1983年3月号）の冒頭では「あす算数のテストがあるんだよ。ここんとこず〜っと悪い点ばかり。もし今度0点だったら幼稚園にかえすと先生がいうんだよ」というのび太の台詞があるが、いずれものび太がドラえもんになんとか道具で助けてもらおうとしている際の言葉なので、本当に先生がそのようなことを言ったのかや、本当に実行するつもりだったのかは不明。
のび太の回想
42巻「やりすぎ! のぞみ実現機」（『小学四年生』1989年10月号）では「もし、あしたのテストが五十点以下だったら、二度と学校へくるな!!」とのび太に言う場面が出てくるが、これものび太の回想の中に出てきた先生の台詞である。
のび太の夢
5巻「うつつまくら」（『小学三年生』1970年9月号）では、のび太の夢の中に登場し、宿題を完璧に仕上げたのび太に対して「きみ、おかしくなったんじゃないだろうね」と言ってのび太を怒らせる場面が描かれた。

## 放課後
放課後はよく町内をうろつき、教え子に出会うと道端で説教をしたり褒めたりする。そのわりに、ジャイアンやスネ夫のいじめがその目に止まることは少なく、すぐ近くでジャイアンがのび太を追い回していても気が付かないことも少なくない。ただし、いったん目に止まればジャイアンもスネ夫も容赦なくお説教の対象となる。「そんなことをする（ところにいる）暇があったら勉強を…」などというお決まりの台詞がある。他人に用事があっても強引に連れ出す面があり、のび太を強引に連れ出して説教をしたり、自宅で補習を受けさせたこともある。
のび太がひみつ道具を悪用、または使用した道具の暴走やのび太の失態で結果的に散々な目に遭ったなどで被害者になった時は、ドラえもん、ジャイアン、スネ夫、しずか、出木杉、玉子、神成らと同様にのび太にお仕置きする展開になる事もしばしばある。
30巻「空き地のジョーズ」（『小学三年生』1983年11月号）では、町内を歩いている際に地中を泳ぐサメに背後から接近されたところをのび太とドラえもんに救われたが「うそつけ! 町の中にサメなんかいるか!!」と大人数で怒る場面が描かれた。

## 自宅
連載初期はアパートの一室に住んでいたが、その後は一戸建ての家に住んでいる。
40巻「恐怖のたたりチンキ」（『小学五年生』1985年8月号）では、夜に自宅で目覚めた際に「たたりチンキ」により生まれたのび太のおばけを見て本物ののび太だと勘違いして説教する場面が描かれている。
大長編『のび太の魔界大冒険』（『月刊コロコロコミック』1983年）では、自宅の屋根を修繕する様子が描かれている。もしもボックスによる魔法の世界内で教え子たちに満月博士の魔界接近説について相談されるも、「あんなでたらめをきみらは本気にしてるのかね」「地震も台風もたんなる自然現象に過ぎん!」と一蹴した。

## 初期
連載初期（厳格なキャラクターが定着する以前）には、のび太がいたずらしていると勘違いして取り上げた道具で遊んだり、常に丁寧語で話すなど浮世離れした面が目立った。性格も現在とは異なり、やや気弱でのび太たちからも若干見下されるなど、うだつの上がらない一面が強調されていた。髪型も若干異なっており、口も「3」や「ε」の形をしている。

## アニメ
各アニメシリーズでの設定などについて記す。学校名、のび太の学年とクラス、先生の本名（姓名）は、原作漫画では設定されていない。

### 第1作
勤務する学校名は「下町小学校」。姓は「我成（がなり）」。

### 第2作
1992年放送の「あべこべの星」、2009年放送の「あべこべ惑星」には、体格は同じで女性のよく似た先生（声 - 田中亮一〈1992.10〉→高木渉〈2009.7〉）が登場する。

#### 第1期
学校名
勤務する学校名は明確に設定されていない。
担当学級
放送初期はのび太たちは4年生という設定だったが、後に5年生という設定になった。何組かは明確に設定されていない。
- 1979年「テストにアンキパン」に登場するのび太のノートには「4ねん2くみ」と記されている。
- 1987年9月4日放送「オバケタイマー」では「5年3組」。
- 1998年7月31日放送「ホンネミラー」では、先生が自宅に保管しているアルバムに「5年2組」と記されている。

名前
設定されていない。以下の姓名が特定の回にのみ一時的に登場するが公式設定ではない。
- 姓「先生（せんじょう）」（1985年3月15日放送「そんざいかん」）
- 名「えいいちろう」（1998年7月31日放送「ホンネミラー」）

外見
初期作品では、髪型や顔、服の色などが異なっているが、別人か同一人物かは不明。原作ではメガネを描かれていないコマが1つある程度であり、やはり判別は難しい。
映画『のび太の結婚前夜』
披露宴を明日に控えた青年期・のび太に対して愛おしさ溢れた感慨深い心情を述べるシーンは、厳然とした教師の態度で小学生時代ののび太を辟易とさせてきた平素があったからこその描写となっている。少し寒がる様子を見せていたことから、のび太は自分が着ていたコートをかける。のび太の去り際に「野比！ 明日は遅刻するんじゃないぞ！」とかつての厳然とした雰囲気をやや漂わせた口調でのび太に見送りの言葉をかけた。そして、コートをかけてくれたのび太の行動に笑顔を浮かべ、「ありがとう」とつぶやいている。
2005年4月のリニューアル前
かつての厳格な面は影を潜め、人情派のベテラン教師に性格設定が修正されていた。
1998年7月31日に放送された「ホンネミラー」では、田舎の年老いた母を案じて、実家近くの小学校への転任を真剣に考えたことがあったが、ドラえもん、のび太らの尽力によって何とか阻止できた。そして、「君たちを卒業させるまでは担任を続けます」とのび太たちに言っている。
2005年3月18日放送「ドラえもんに休日を?!」では、のび太に「先生とも長い付き合いですねぇ」と言われ、「思えばもう何年になるかなぁ」と語っている。

#### 第2期
PTAによるクレームなどを理由に、児童を廊下に立たせる描写は影を潜めている。
2011年3月25日放送「のび太のハチャメチャ入学式」では、入学式のときからのび太と対面している。

## 解説本での設定
- 小学館『ドラえもんひみつ大百科―21世紀版』には、学校名が「月見台小学校」と記されている（公式設定ではない）。

## Webサイト
『STAND BY ME ドラえもん 2』プロモーションWebサイト
2020年11月20日公開の映画『STAND BY ME ドラえもん 2』に伴い開催されたオンライン試写会プロジェクト「野比家 源家 両家結婚式」の招待客リストの名前の中には「我成栄一郎」の表示があった。これはアニメ第1作での先生の姓「我成」と、アニメ第2作第1期に一時的に登場した名前「えいいちろう」（公式設定ではない）と同一である。

## 関連人物
先生の母
声 - 磯辺万沙子（1998.7）
テレビアニメ「ホンネミラー」でのみ登場。田舎に住む年老いた母親。

## 声優
テレビアニメ第1作
加藤修（初代）
雨森雅司（2代目）
テレビアニメ第2作1期
たてかべ和也（3代目：1979.4）
加藤正之（4代目：1979.4 - 1979.6）
沢りつお（5代目：1979.4）
加藤治（6代目：1979.5）
村瀬正彦（7代目：1979.7）
島田彰（8代目：1979.9）
井上和彦（9代目：1979.6 - 1981.10）
田中亮一（10代目：1981.10 - 2005.3）
テレビアニメ第2作2期
高木渉（11代目：2005.4 -）
アニメでの担当声優は、日本テレビ系アニメ第1作（1973年）の頃からキャスティングが一定しておらず、テレビアニメ第2作第1期（1979年〜）がスタートした当初でも2年ほどは声優が3、4人ほど交代していたなど、なかなか定着していなかった。しかし、放送時間が日曜から金曜に枠移動した頃の1981年10月より田中亮一が担当、2005年3月まで足かけ24年間も先生役を務め、完全に定着した。先生のセリフである「廊下に立っとれーっ!」（「廊下に立ってなさい!」）もこのころから定着し始めた。